# Mavis Grind

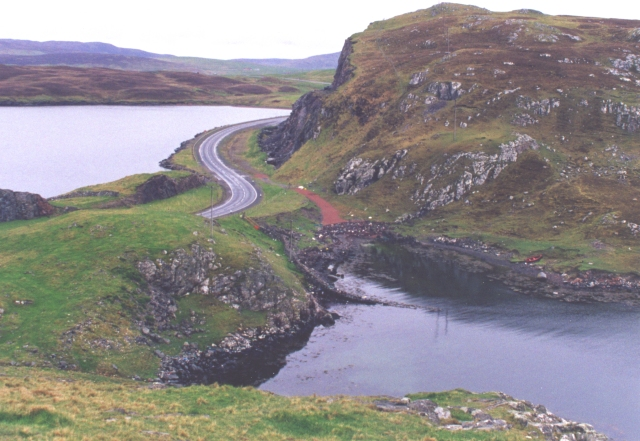
Blick auf den Mavis Grind

Der Mavis Grind ist eine Landenge, die im Nordwesten von Mainland, der Hauptinsel der zu Schottland zählenden Shetlands liegt.

## Geographie
Die Ostseite der, etwa 100 Meter breiten Landenge bildet die Sullom Voe, eine Bucht, die zur Nordsee gehört. Im Westen ist es die St Magnus Bay vom Nordatlantik. Im Norden beginnt landseitig die Halbinsel Northmavine. Im Osten liegt die Stadt Brae, im Süden die Ortschaft Busta.

## Historisches
Es wird angenommen, dass die Wikinger den Mavis Grind genutzt haben, um ihre Schiffe vom einen zum anderen Meer zu tragen und so gefährliche Fahrten vermeiden konnten. Auch schottische Fischer hatten, bis in die 1950er Jahre, vergleichbares gemacht.
Im Rahmen der historischen Gliederung Schottlands in Civil Parishes zählt der Mavis Grind zu Delting.

## Verkehr
Die Straße, die den Mavis Grind nutzt, ist die A970, die die ganzen Shetlands durchzieht. Sie beginnt in Sumburgh im Süden und führt über Lerwick nach Isbister im Norden.